# 無畏號潛艇 (S101)
皇家海軍第七艘被命名為「無畏號」（HMS Dreadnought）的船艦是英國的第一艘核動力潛艇，由維克斯-阿姆斯特朗公司在巴羅因弗內斯建造。它由伊麗莎白二世女王於1960年特拉法加日下水，並於1963年4月服役於皇家海軍，一直服役到1980年。該潛艇由S5W反應堆提供動力，該設計是由於1958年美英共同防禦協定的直接結果而提供的。

## 另見
- 皇家海軍潛艇列表
- 皇家海軍潛艇級別列表

## 外部連結
- 無畏號協會網站